# 9741 Solokhin
9741 Solokhin este un asteroid din centura principală de asteroizi.

## Descriere
9741 Solokhin este un asteroid din centura principală de asteroizi. A fost descoperit pe 22 octombrie 1987 la Observatorul de Astrofizică din Crimeea de Liudmila Juravliova. El prezintă o orbită caracterizată de o semiaxă mare de 2,31 ua, o excentricitate de 0,16 și o înclinație de 6,6° în raport cu ecliptica.